# 小行星8747
小行星8747（8747 Asahi）是一颗绕太阳运转的小行星，为主小行星带小行星。该小行星于1998年3月24日发现。

## 轨道参数
小行星8747的轨道半长轴为3.0500729 UA，离心率为0.142。